# Delphinium motingshanicum
Delphinium motingshanicum är en ranunkelväxtart som beskrevs av Wen Tsai Wang och M.J. Warnock. Delphinium motingshanicum ingår i släktet storriddarsporrar, och familjen ranunkelväxter. Inga underarter finns listade i Catalogue of Life.